# Fridericia
Fridericia, biljni rod iz porodice katalpovki smješten u tribus Bignonieae. Sastoji se od 61 vrste lijana rasprostranjenih po tropskoj Americi, od Argentine do južnog Meksika na sjeveru.

## Opis
Lijane, ili rijetko grmovi ili stabla, grane su okrugle, obično s interpetiolarnim žljezdastim poljima; pseudostipule male i neugledne. Lišće obično 3-listno, rijetko trostruko ili dvosloženo; završni listić često zamijenjen jednostavnom vitlicom. Cvat je obično velika metlica, terminalna ili aksilarna, ponekad smanjena na nekoliko cvjetova. Čaška obično kupasta, krnja ili dvousnena, obično sitno 5-zupčana, dlakava; vjenčić grimizan do crven, ljubičast ili bijel, cjevasto zvonasti do cjevasto ljevkast ili subsalverforman (podplitičast), dlakav izvana barem na režnjevima. Prašnici goli, teke ravne ili blago zakrivljene, obično razdvojene. Jajnik usko cilindričan do linearno-četverokutan, obično sitno lepidotan; ovule 2-serijske. Plod je linearna čahura, spljoštena, zalisci su paralelni sa septumom, obično glatki, rijetko bradavičasti, obično sa središnjom linijom blago podignutom. Sjemenke su 2-krilne, krilca su obično hijaline i oštro ograničena od tijela sjemenke. 

## Vrste
1. Fridericia artherion (Mart.) L.G.Lohmann
2. Fridericia bahiensis (Schauer) L.G.Lohmann
3. Fridericia bracteata (Baill. ex Bureau & K.Schum.) J.N.C.Franc. & L.G.Lohmann
4. Fridericia candicans (Rich.) L.G.Lohmann
5. Fridericia carichanensis (Kunth) L.G.Lohmann
6. Fridericia caudata Kaehler & R.S.Ribeiro; otkrivena 2024.
7. Fridericia caudigera (S.Moore) L.G.Lohmann
8. Fridericia chica (Bonpl.) L.G.Lohmann
9. Fridericia cinerea (Bureau ex K.Schum.) L.G.Lohmann
10. Fridericia cinnamomea (DC.) L.G.Lohmann
11. Fridericia conjugata (Vell.) L.G.Lohmann
12. Fridericia costaricensis (Kraenzl.) L.G.Lohmann
13. Fridericia crassa (Bureau & K.Schum.) L.G.Lohmann
14. Fridericia craterophora (DC.) L.G.Lohmann
15. Fridericia cuneifolia (DC.) L.G.Lohmann
16. Fridericia dispar (Bureau ex K.Schum.) L.G.Lohmann
17. Fridericia egensis (Poepp. ex Bureau & K.Schum.) L.G.Lohmann
18. Fridericia elegans (Vell.) L.G.Lohmann
19. Fridericia erubescens (DC.) L.G.Lohmann
20. Fridericia fagoides (Cham.) L.G.Lohmann
21. Fridericia fanshawei (Sandwith) L.G.Lohmann
22. Fridericia floribunda (Kunth) L.G.Lohmann
23. Fridericia florida (DC.) L.G.Lohmann
24. Fridericia formosa (Bureau) L.G.Lohmann
25. Fridericia grosourdyana (Baill.) L.G.Lohmann
26. Fridericia japurensis (DC.) L.G.Lohmann
27. Fridericia lauta (Bureau & K.Schum.) L.G.Lohmann
28. Fridericia leucopogon (Cham.) L.G.Lohmann
29. Fridericia limae (A.H.Gentry) L.G.Lohmann
30. Fridericia mollis (Vahl) L.G.Lohmann
31. Fridericia mollissima (Kunth) L.G.Lohmann
32. Fridericia mutabilis (Bureau & K.Schum.) Frazão & L.G.Lohmann
33. Fridericia nicotianiflora (Kraenzl.) L.G.Lohmann
34. Fridericia nigrescens (Sandwith) L.G.Lohmann
35. Fridericia ornithophila (A.H.Gentry) L.G.Lohmann
36. Fridericia oxycarpa (Urb.) L.G.Lohmann
37. Fridericia patellifera (Schltdl.) L.G.Lohmann
38. Fridericia platyphylla (Cham.) L.G.Lohmann
39. Fridericia pliciflora (Mart. ex DC.) L.G.Lohmann
40. Fridericia podopogon (DC.) L.G.Lohmann
41. Fridericia poeppigii (DC.) L.G.Lohmann
42. Fridericia prancei (A.H.Gentry) L.G.Lohmann
43. Fridericia pubescens (L.) L.G.Lohmann
44. Fridericia rego (Vell.) L.G.Lohmann
45. Fridericia resinosa A.H.Gentry ex Kaehler
46. Fridericia samydoides (Cham.) L.G.Lohmann
47. Fridericia schumanniana (Loes.) L.G.Lohmann
48. Fridericia simplex (A.H.Gentry) L.G.Lohmann
49. Fridericia speciosa Mart.
50. Fridericia spicata (Bureau & K.Schum.) L.G.Lohmann
51. Fridericia subexserta (Bureau & K.Krause) L.G.Lohmann
52. Fridericia subincana (Mart.) L.G.Lohmann
53. Fridericia subverticillata (Bureau & K.Schum.) L.G.Lohmann
54. Fridericia trachyphylla (Bureau & K.Schum.) L.G.Lohmann
55. Fridericia trailii (Sprague) L.G.Lohmann
56. Fridericia trichoclada (DC.) Kaehler & L.G.Lohmann
57. Fridericia triplinervia (Mart. ex DC.) L.G.Lohmann
58. Fridericia truncata (Sprague) L.G.Lohmann
59. Fridericia tuberculata (DC.) L.G.Lohmann
60. Fridericia tynanthoides (A.H.Gentry) L.G.Lohmann
61. Fridericia viscida (Donn.Sm.) L.G.Lohmann

## Sinonimi
- Alsocydia Mart. ex J.C.Gomes; Revista Brasil. Biol. 11: 49 (1951), pro syn.
- Arrabidaea DC.; Biblioth. Universelle Genève II 17: 126 (1838)
- Chasmia Schott; K. P. J. Spreng., Syst. Veg. 4(2): 409 (1827)
- Neomacfadya Baill.; Hist. Pl. 10: 26 (1888)
- Panterpa Miers; Proc. Roy. Hort. Soc. London 3: 195 (1863)
- Paracarpaea Pichon; Bull. Soc. Bot. France 92: 223 (1863)
- Paramansoa Baill.; Hist. Pl. 10: 27 (1888)
- Pentelesia Raf.; Sylva Tellur.: 78 (1838)
- Petastoma Miers; Proc. Roy. Hort. Soc. London 3: 194 (1863)
- Piriadacus Pichon; Bull. Soc. Bot. France 92: 225 (1945 publ. 1946)
- Sampaiella J.C.Gomes; Rodriguésia 12(23): 108 (1949)
- Scobinaria Seibert; Publ. Carnegie Inst. Wash. 527: 408 (1940)
- Sideropogon Pichon; Bull. Soc. Bot. France 92: 223 (1945 publ. 1946)
- Vasconcellia Mart.; Flora 24(2)(Beibl.): 12 (1841), nom. illeg., non St.-Hil. (1837)